# The Dandy Warhols
The Dandy Warhols son un grupo de rock estadounidense, formado en Portland, Oregón. El nombre de la banda es un juego de palabras con el nombre del artista pop Andy Warhol.
The Dandy Warhols están fuertemente influidos por The Velvet Underground, Beach Boys, Simon and Garfunkel, The Beatles, The Kinks, The Shadows, The Rolling Stones y The Brian Jonestown Massacre, también aparecen referencias a My Bloody Valentine en algunas de sus canciones.
Su primer disco Dandy's Rule, OK? fue publicado en 1995, pero no alcanzaron su mayor éxito hasta la fecha con el sencillo Bohemian like you, conocido popularmente gracias un anuncio de telefonía móvil. Además, el tema We Used To Be Friends es muy conocido por ser la banda sonora de la serie televisiva Veronica Mars. Han sido teloneros con The Rolling Stones, The Strokes, Incubus, The Killers  y David Bowie.

## Miembros
- Courtney Taylor-Taylor (voz, guitarra)
- Zia McCabe (teclados, bajo)
- Brent DeBoer (batería)
- Peter Holmström (guitarra)

### Exmiembros
- Eric Hedford (batería, 1994 - 1998)

## Discografía
- Dandys Rule, OK? (1995)
- …The Dandy Warhols Come Down (1997)
- Thirteen Tales from Urban Bohemia (2000)
- Welcome to the Monkey House (2003)
- The Black Album (álbum de The Dandy Warhols)|The Black Album (2004)
- Come On Feel The Dandy Warhols (2004)
- Odditorium or Warlords of Mars (2005)
- Earth to the Dandy Warhols|...Earth to the Dandy Warhols... (2008)
- The Dandy Warhols are Sound (2009)
- The Capitol Years 1995-2007 (2010)
- This Machine (2012)
- Distorland (2016)
- Why you so crazy (2019)

- Datos: Q178661
- Multimedia: The Dandy Warhols / Q178661